# Erich Sixt

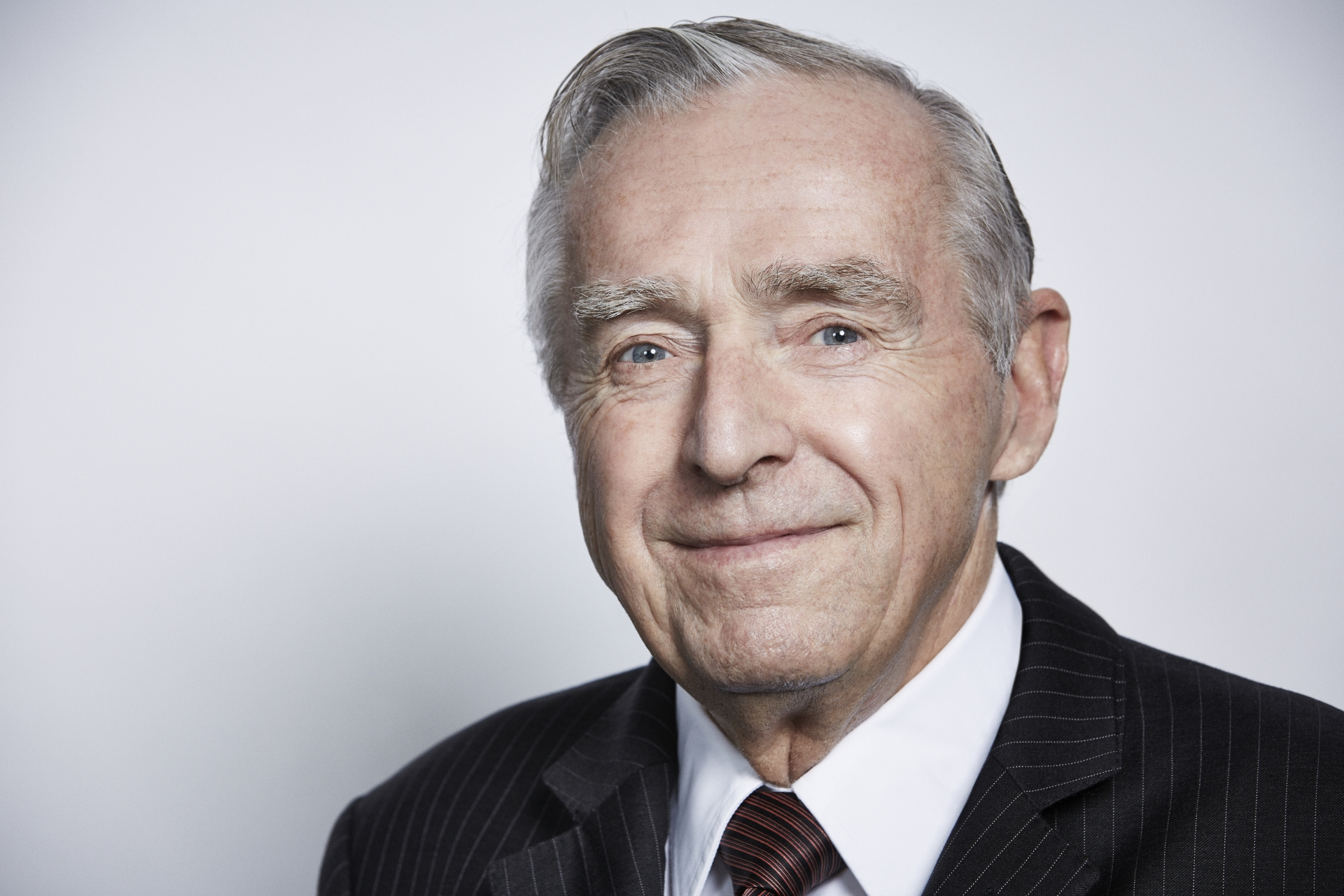
Erich Sixt (2015)

Erich Sixt (* 25. Juni 1944 in Mistelbach an der Zaya, Niederdonau) ist ein deutscher Unternehmer. Er ist Aufsichtsratsvorsitzender und größter Einzelaktionär der Sixt SE.

## Leben
Erich Sixt wurde am 25. Juni 1944 im österreichischen Mistelbach als Sohn eines Münchner Fuhrunternehmers geboren, seine Mutter war Wienerin. Er studierte vier Semester Betriebswirtschaftslehre in München, brach das Studium allerdings ab, da er es für den weiteren Verlauf seines Lebens als „irrelevant“ bezeichnete.
1969 übernahm er von seinem Vater eine lokale Autovermietung mit 200 PKW. Zusammen mit seiner Frau Regine Sixt baute er das Unternehmen kontinuierlich aus. Er eröffnete Niederlassungen an allen deutschen Flughäfen, knüpfte Beziehungen zu Hotels und Fluggesellschaften weltweit und führte Anmiet-Automaten ein. 1986 wandelte er das Unternehmen in eine Aktiengesellschaft um und brachte es an die Börse. Seitdem leitete Sixt das Unternehmen als Vorstandsvorsitzender.
Erich Sixt ist eng verknüpft mit den Werbekampagnen des Unternehmens, Anfang der 1980er Jahre entwarf er gemeinsam mit Jean-Remy von Matt die Werbestrategie des Unternehmens. Bekannt ist er für die provokante Werbung seiner Mietwagenkette, in der bereits mehrfach ungefragt Politiker wie Angela Merkel oder Oskar Lafontaine als Anzeigen-Motive verwendet wurden. Auch heute noch kümmert er sich teilweise persönlich um die Entwicklung der Kampagnen.
Im Juni 2021 wechselte Erich Sixt nach mehr als 50 Jahren an der Spitze der Sixt SE in den Aufsichtsrat und wurde zum neuen Vorsitzenden des Gremiums gewählt. Seine Söhne Alexander und Konstantin Sixt führen seither das Unternehmen und wurden zu gemeinsamen Vorstandsvorsitzenden und Co-CEOs der Sixt SE bestellt.

## Privates
Erich Sixt ist mit Regine Sixt, geborene Prestel, verheiratet. Die beiden haben zwei Söhne, Alexander und Konstantin. Seine Frau und beide Söhne sind in der Führung des Sixt-Konzerns tätig.

## Auszeichnungen
- 1998: Bambi
- 2004: Entrepreneur des Jahres – Kategorie Dienstleistung
- 2010: Hall of Fame der deutschen Werbung
- 2011: Bayerischer Verdienstorden
- 2014: Deutscher Mediapreis – Mediapersönlichkeit des Jahres (gemeinsam mit Regine, Alexander und Konstantin Sixt)

## Vermögen
Das Manager-Magazin schätzte sein Vermögen im Jahr 2019 auf 2,4 Milliarden Euro. Bei Forbes war und ist er hingegen nicht als Milliardär gelistet.